# Carlo van Dam
Carlo van Dam, född den 27 februari 1986 i Vlaardingen, Nederländerna är en nederländsk racerförare.

## Racingkarriär
Efter att ha blivit trea i Formel Renault Eurocup 2006, flyttade han till Tyska F3, där han vann 2007, och sedan vidare till Japan, där han vann 2008. Van Dam har hittills lyckats bra var han än har kört. 2009 kör han förmodligen i Formel Nippon